# Emmanuel Ake Muttendango
Emmanuel Ake Richard Muttendango (ur. 11 czerwca 1980 w Mombasie) – kenijski piłkarz grający na pozycji napastnika.

## Kariera klubowa
Karierę piłkarską Ake Muttendango rozpoczął w klubie Black Panther, a następnie w 2000 roku był zawodnikiem Coast Stars FC. Potem wyjechał do Danii i został zawodnikiem klubu Akademisk BK z Kopenhagi. W 2000 roku zadebiutował w jego barwach w pierwszej lidze duńskiej i w klubie tym grał do 2004 roku.
Latem 2004 Ake Muttendango przeszedł do FC Nordsjælland z miasta Farum. Na początku 2006 roku został wypożyczony do drugoligowego Ølstykke FC, a latem tamtego roku do trzecioligowego Holbæk B&I. Z kolei w sezonie 2007/2008 przebywał na wypożyczeniu w Hellerup IK. W 2008 roku odszedł z Nordsjælland do Herfølge BK, gdzie grał przez sezon.
W 2009 roku Kenijczyk został piłkarzem HB Køge, w którym zadebiutował 19 lipca 2009 w zremisowanym 1:1 meczu z Silkeborgiem IF. Grał w nim przez rok.
Latem 2010 Ake Muttendango przeszedł do Lyngby BK, a pół roku później został zawodnikiem Næstved BK. W sezonie 2011/2012 grał w Svebølle BI, a w sezonie 2012/2013 w FC Djursland, w którym zakończył karierę.
| Sezon   | Klub            | Kraj  | Rozgrywki      | Mecze | Bramki |
| ------- | --------------- | ----- | -------------- | ----- | ------ |
| 2000    | Coast Stars FC  | Kenia | Premier League | ?     | ?      |
| 2000/01 | Akademisk BK    | Dania | Superligaen    | 14    | 3      |
| 2001/02 | Akademisk BK    | Dania | Superligaen    | 14    | 0      |
| 2002/03 | Akademisk BK    | Dania | Superligaen    | 2     | 0      |
| 2003/04 | Akademisk BK    | Dania | Superligaen    | 16    | 0      |
| 2004/05 | FC Nordsjælland | Dania | Superligaen    | 8     | 0      |
| 2005/06 | FC Nordsjælland | Dania | Superligaen    | 6     | 0      |
| 2005/06 | Ølstykke FC     | Dania | 1. division    | 15    | 1      |
| 2006/07 | Holbæk B&I      | Dania | 2. division    | 22    | 9      |
| 2007/08 | Hellerup IK     | Dania | 1. division    | 20    | 12     |
| 2008/09 | Herfølge BK     | Dania | 1. division    | 21    | 13     |
| 2009/10 | HB Køge         | Dania | Superligaen    | 13    | 5      |
| 2010/11 | Lyngby BK       | Dania | Superligaen    | 1     | 0      |
| 2010/11 | Næstved BK      | Dania | 1. division    | 10    | 4      |
| 2011/12 | Svebølle BI     | Dania | 2. division    | ?     | ?      |
| 2012/13 | FC Djursland    | Dania | 3. division    | ?     | ?      |

## Kariera reprezentacyjna
W reprezentacji Kenii Ake Muttendango zadebiutował 26 stycznia 2004 roku w przegranym 1:3 meczu kwalifikacji do Pucharu Narodów Afryki 2004 z Mali. W tym samym roku został powołany do kadry na Puchar Narodów Afryki 2004. Tam rozegrał 3 mecze: z Mali (1:3), z Senegalem (0:3) i z Burkina Faso (3:0 i gol w 50. minucie). Od 2004 do 2009 wystąpił w kadrze narodowej 8 razy i strzelił 1 gola.